# Tống Nguyên công
Tống Nguyên công (chữ Hán: 宋元公, ?-517 TCN, trị vì 531 TCN-517 TCN), tên thật là Tử Tá (子佐), là vị vua thứ 27 của nước Tống - chư hầu nhà Chu trong lịch sử Trung Quốc.

## Lên ngôi
Tử Tá là con thứ của Tống Bình công – vua thứ 26 nước Tống. Mẹ ông là con gái tư đồ Nhuế, tên là Nhuế Khí có tướng mạo khác thường. Khi Tử Tá trưởng thành tuy xấu người nhưng có đức độ.
Vua cha Bình công vốn sinh được công tử Tòa, đẹp trai nhưng bướng bỉnh, được lập làm thế tử. Năm 547 TCN, thế tử Tòa do mâu thuẫn với hoạn quan Y Lệ, bị Y Lệ vu cáo gièm pha nên phải tự sát. Vì vậy Tử Tá được lập làm thế tử.
Năm 532 TCN, Bình công mất, Tử Tá lên nối ngôi, tức là Tống Nguyên công.

## Loạn họ Hoa, họ Hướng
Năm 525 TCN, thái tử Kiến nước Sở bị cha là Sở Bình vương bức bách, phải bỏ trốn sang nước Tống. Tống Nguyên công bèn dung nạp.
Đại phu Hướng Thú nước Tống gả con gái cho vua nước Vũ. Nước Vũ bị nước Châu đánh. Năm 523 TCN, Tống Nguyên công theo thỉnh cầu của Hướng Ninh (con Hướng Thú) bèn mang quân đánh nước Châu, vây ấp Trùng. Được 1 tháng, quân Tống hạ ấp Trùng. Các chư hầu nhỏ là Châu, Nghê, Từ phải đến hội với Tống Nguyên công.
Tống Nguyên công mâu thuẫn với 2 đại phu họ Hướng và họ Hoa. Hoa Định, Hoa Hợi và Hướng Ninh bàn nhau, Hoa Hợi giả bệnh, cho các công tử con Tống Nguyên công đến thăm. Khi các công tử Dần, Ngự Nhung, Cố, Viên và Công Tôn Định đến thăm Hoa Hợi, họ Hoa bèn bắt giam. Hướng Hàng và Hướng Thằng về phe với Tống Nguyên công, bèn đến xin cho các công tử, cũng bị bắt giữ. Tống Nguyên công bất lực không dẹp được họ Hoa và họ Hướng, phải chấp nhận thỏa hiệp đổi con tin: cho thế tử Loan và em cùng mẹ là công tử Thìn sang nhà họ Hoa, và giữ con Hoa Hợi là Hoa Vô Thích, con Hướng Ninh là Hướng La, con Hoa Định là Hoa Khải.
Sau đó xung đột giữa phe Tống Nguyên công và họ Hoa, họ Hướng vẫn nổ ra. Thái tử Kiến nước Sở cùng công tử Thành, Hướng Trịnh, Tư Mã Cương phải bỏ trốn sang nước Trịnh.
Hướng Ninh và Hoa Hợi không dám làm quá, thấy những người phe Tống Nguyên công chạy trốn, bèn xin giảng hòa với Nguyên công. Tháng 10 năm đó, Tống Nguyên công củng cố lực lượng rồi giết các con tin của họ Hoa, họ Hướng và mang quân tấn công 2 họ này. Hoa Hợi, Hướng Ninh bỏ trốn sang nước Trần.
Tư mã Hoa Phí Toại có ba người con, trong đó Hoa Tru làm Thiếu tư mã, Hoa Đa Liêu làm đánh xe cho Tống Nguyên công. Hoa Tru và Hoa Đa Liêu mâu thuẫn với nhau, trong đó Hoa Tru đứng về phía những người lưu vong chống Nguyên công. Đa Liêu bào cho Nguyên công biết. Hoa Tru biết mình bị Đa Liêu làm lộ chuyện, bèn cùng thủ hạ giết chết Đa Liêu, và ép Hoa Phí Toại cùng đón những người lưu vong ở nước Trần về. Hoa Hợi, Hướng Ninh từ nước Trần được hậu thuẫn, bèn mang quân về nước Tống, cùng người đất Nam Lý chống lại Tống Nguyên công. Tống Nguyên công lệnh cho quân đắp thành cố sức giữ.
Tháng 8 năm 521 TCN, Ngô vương Liêu sai công tử Khổ Kiêm và Yển Châu Viên mang quân hợp với quân của Hoa Đăng cùng đánh Tống Nguyên công. Tề Cảnh công sai Ô Chi Minh mang quân giúp nước Tống. Hai bên giao tranh, liên quân Tề - Tống đánh bại quân Ngô ở Hồng Khẩu, bắt hai tướng nước Ngô.
Nhưng sau đó Hoa Đăng lại thu thập tàn quân Ngô, đánh bại quân Tống. Tống Nguyên công lo sợ, định bỏ chạy ra nước ngoài. Tướng Tống là Tru Nhân Bộc và tướng Tề là Ô Chi Minh kiên quyết chiến đấu. Quân Tống – Tề theo kế của Ô Chi Minh, bỏ hết chiến cụ chỉ dùng gươm, kết quả đánh tan quân Hoa Đăng ở đất Tấn Lý.
Tháng 11 năm đó, đại quân chư hầu do nước Tấn dẫn đầu cùng các nước Vệ, Tào đến cứu Tống Nguyên công. Liên quân gặp quân họ Hoa ở Giả Khưu. Quân họ Hoa thua to, bị vây ở Nam Lý. Hoa Tru, Hoa Hợi và Hoa Đăng lấy 70 bộ tốt và 15 cỗ xe xông qua đám quân Tống, phá vây chạy sang nước Sở, cầu viện Sở Bình vương. Sở Bình vương sai Vỉ Việt mang quân cứu họ Hoa. Khi quân Sở lên đường, thái tể Phạm vội vào can ngăn, nhưng không kịp.
Nhưng tướng Vỉ Việt mang quân tới Nam Lý cũng dừng binh, không giao tranh với quân chư hầu để giúp họ Hoa, thậm chí còn muốn đánh họ Hoa. Các chư hầu bàn nhau quyết định để Tống Nguyên công đuổi họ Hoa và họ Hướng đi, để vừa trừ họa cho nước Tống, vừa không mất lòng Sở Bình vương. Cuối cùng Hoa Hợi, Hướng Ninh cùng những người trong họ bỏ chạy lưu vong sang nước Sở.
Năm 517 TCN, Tống Nguyên công qua đời. Ông làm vua được 15 năm. Con ông là Tử Đầu Mạn lên nối ngôi, tức là Tống Cảnh công.